# Lijst van personen uit Uppsala
Deze lijst van personen uit Uppsala is een chronologisch overzicht van mensen die in deze Zweedse plaats zijn geboren.

## Geboren in Uppsala

### Voor 1800

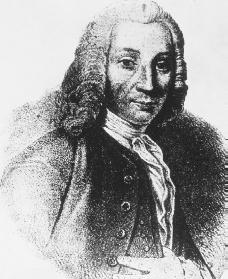
Astronoom Anders Celsius (1701-1744)

- Johannes Bureus (1568-1652), onderwijzer, bedenker van Futhark
- Anders Celsius (1701-1744), astronoom, bekend van de naar hem genoemde temperatuurschaal

### 1800–1899
- Svante Arrhenius (1859-1927), natuur- en scheikundige en Nobelprijswinnaar (1903)
- Bruno Liljefors (1860-1939), kunstschilder en tekenaar
- Henrik Sjöberg (1875-1905), atleet
- Ernst Alexanderson (1878-1975), uitvinder
- Hans Lindman (1884-1957), voetballer
- Sune Almkvist (1886-1975), voetballer

### 1900–1949
- Alva Myrdal (1902-1986), diplomate, politica, schrijfster en Nobelprijswinnares (1982)
- Ingmar Bergman (1918-2007), filmregisseur
- Viveca Lindfors (1920-1995), actrice, filmproducente en scenarioschrijfster
- Arvid Carlsson (1923-2018), wetenschapper en Nobelprijswinnaar (2000)
- Torsten Wiesel (1924), neuroloog en Nobelprijswinnaar (1981)
- Hans Blix (1928), politicus en voormalig voorzitter van het Internationaal Atoomenergieagentschap (IAEA, 1981-1997)
- Nils Lindberg (1933-2022), componist en pianist
- Ove Andersson (1938-2008), rallyrijder
- Leif Edvinsson (1946), managementwetenschapper
- Hans Rosling (1948-2017), arts en hoogleraar

### 1950–1999

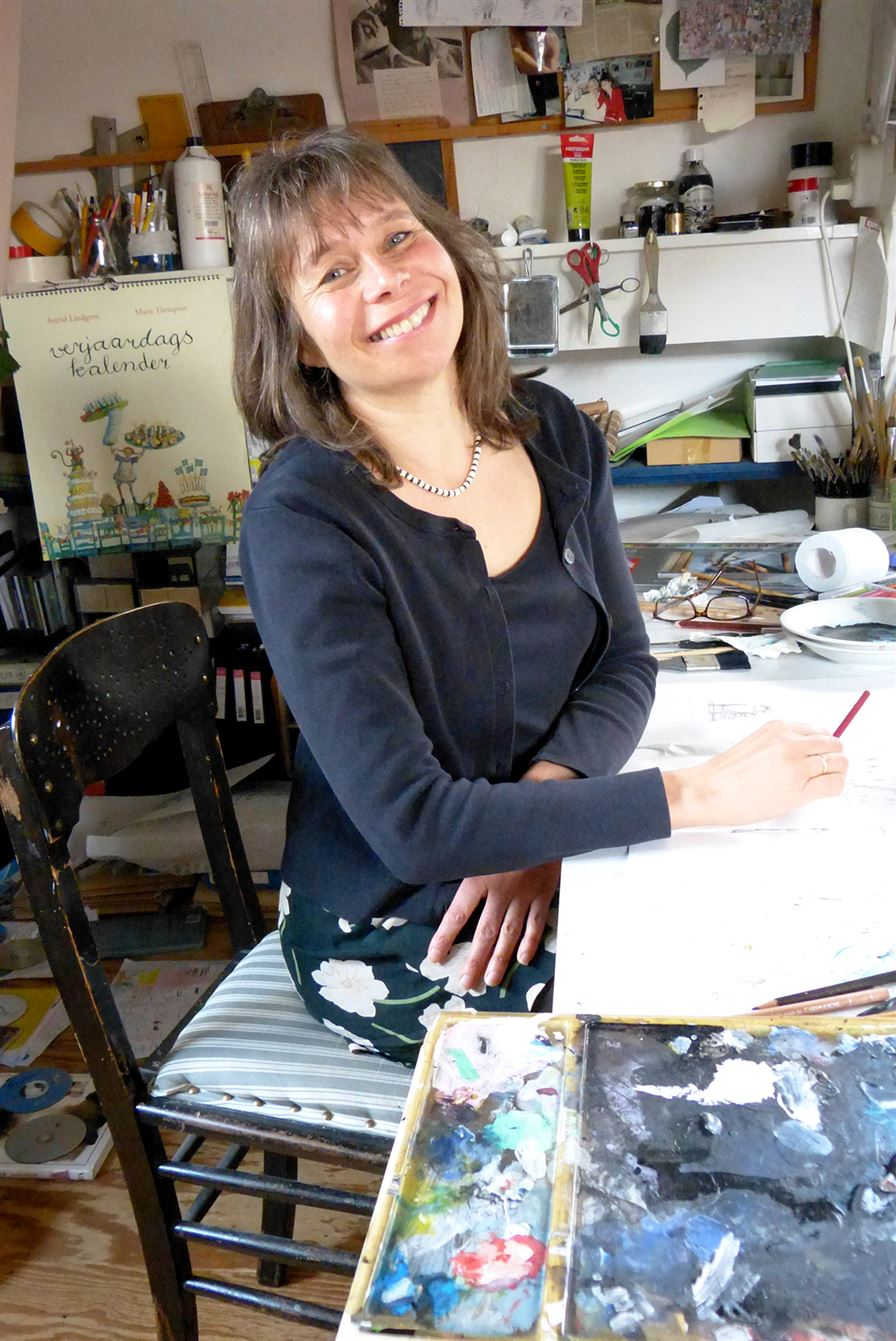
Illustrator Marit Törnqvist (1964)

- Marit Törnqvist (1964), Zweeds-Nederlands illustrator en schrijfster
- Åsa Larsson (1966), schrijfster
- Johan Renck (1966), muzikant en regisseur
- Per-Ulrik Johansson (1966), golfprofessional
- Magdalena Andersson (1967), politica; premier in 2021
- Malena Ernman (1970), operazangeres die Zweden vertegenwoordigde op het Eurovisiesongfestival in 2009
- Gunilla Svärd (1970), oriëntatieloopster
- Maria Sundbom (1975), actrice
- Daniel Larsson (1981), darter
- Linda Sembrant (1987), voetbalster
- Filippa Angeldahl (1987), voetbalster
- Nathalie Björn (1997), voetbalster
- Emma Holmgren (1997), voetbalster

### Vanaf 2000
- Felicia Truedsson (2000), actrice